# Hardin megye (Illinois)
Hardin megye az Amerikai Egyesült Államokban, azon belül Illinois államban található. Megyeszékhelye Elizabethtown, legnagyobb városa Rosiclare. Lakosainak száma 3649 fő (2020. április 1.). Hardin megye Gallatin, Union, Crittenden, Livingston, Pope és Saline megyékkel határos.

## Népesség
A megye népességének változása:
| Lakosok száma | 4304 | 4282 | 4256 | 4181 | 4135 | 3649 |
|               | 2010 | 2011 | 2012 | 2013 | 2015 | 2020 |